# Clément Michu
Pour les articles homonymes, voir Michu.
Clément Michu, de son vrai nom Antoine Louis René Chapuit, est un acteur français né le 27 novembre 1930 à Villeurbanne et mort le 21 octobre 2016 à Nogent-sur-Marne,.

## Filmographie

### Cinéma
- 1962 : Un clair de lune à Maubeuge de Jean Chérasse : un promoteur
- 1965 : Le Caïd de Champignol de Jean Bastia : Berluron
- 1966 : La Grande Vadrouille de Gérard Oury : un postier à la gare de Lyon
- 1967 : Le Grand bidule de Raoul André : l'agent Baudry
- 1967 : À tout casser de John Berry : Gus
- 1970 : Les Novices de Guy Casaril : le client en double file
- 1971 : La Folie des grandeurs de Gérard Oury : le valet bègue de Salluste
- 1972 : Le Gang des otages d'Édouard Molinaro
- 1973 : Les Aventures de Rabbi Jacob de Gérard Oury : le gendarme devant l'église
- 1976 : Le Trouble-fesses de Raoul Foulon : l'agent de police
- 1978 : La Carapate de Gérard Oury : un gendarme
- 1980 : La Gueule de l'autre de Pierre Tchernia : Boireau
- 2007 : MR 73 d'Olivier Marchal : Émile Maxence, le grand-père de Justine

### Télévision

#### Séries télévisées
- 1961-1962 : Le Temps des copains : Michu
- 1963-1966 : Thierry la Fronde : Martin
- 1970 : Les Enquêtes du commissaire Maigret de Claude Barma, épisode : Maigret et son mort
- 1973 : Molière pour rire et pour pleurer : le curé de Saint-Germain
- 1973 : La Ligne de démarcation - épisode 13 : Rémy (série télévisée) : Rambaud
- 1974 : Les Faucheurs de marguerites de Marcel Camus : Jules Joly
- 1975 : Pilotes de courses, série télévisée de Robert Guez : un gendarme
- 1976 : Comme du bon pain, série télévisée de Philippe Joulia, Lulu
- 1978 : Le Temps des as de Claude Boissol : Jules Joly
- 1978 : Ce diable d'homme : l’ouvrier et le moine
- 1979 : Mon ami Gaylord de Pierre Goutas : M. Menon, le père de Jeannot
- 1980 : La Conquête du ciel de Claude-Jean Bonnardot : Jules Joly
- 1980-1982 : Commissaire Moulin : l'inspecteur Galland
- 1982 : L'Adieu aux as de Jean-Pierre Decourt : Jules Joly
- 1983 : La Poupée de sucre : Monsieur Ledou
- 1983 : Marianne, une étoile pour Napoléon : un policier
- 1986 : Marie Pervenche : Gilard
- 1986 : Catherine : maître Cornélis
- 1989-2006 : Commissaire Moulin : commandant puis commissaire (à titre posthume) Inspecteur Guyomard
- 1990 : Édouard et ses filles
- 1990 : Le Mari de l'ambassadeur : le maire

## Théâtre
- 1957 : Péricles, prince de Tyr de William Shakespeare, mise en scène René Dupuy, Théâtre de l'Ambigu
- 1960 : Jean de la Lune de Marcel Achard, mise en scène Bernard Dhéran
- 1966 : Tête de bulle de Jean-Jacques Forestier, mise en scène Michel Vocoret, Théâtre Charles de Rochefort
- 1972 : La Bonne Adresse de Marc Camoletti, mise en scène Christian-Gérard, Théâtre Michel